# Нахабин, Василий Павлович
Василий Павлович Нахабин (1909—1976) — советский инженер-металлург. Один из пионеров советской ферросплавной промышленности. Герой Социалистического Труда (1966). Лауреат Государственной премии СССР (1971).

## Биография
Родился 1 января 1909 года в деревне Денисковичи Новозыбковского уезда Черниговской губернии (ныне — Злынковский район Брянской области) в многодетной крестьянской семье. Русский. С 10 лет батрачил в деревне Сенное. В 1921 году переехал в Клинцы, где жил его старший брат. Начал учёбу в начальной школе. Но тяжёлое материальное положение семьи заставило его вновь пойти на работу. В 1923 году В. П. Нахабин устроился на суконную фабрику имени Октябрьской революции. Работал учеником ткача, затем ткачом, одновременно продолжая учиться на вечерних общеобразовательных курсах. В 1926 году по рекомендации профсоюзной организации фабрики комсомольца Нахабина направили учиться на рабфак Смоленского университета, по окончании которого в 1929 году он продолжил обучение в Московской горной академии на металлургическом факультете, который в 1930 году был преобразован в Московский институт стали.
Во время учёбы в институте В. П. Нахабин увлёкся исследовательской работой, проводя много времени в институтских лабораториях. Успевал Василий Павлович участвовать и в общественной жизни. Член ВКП(б) с 1929 года, он совмещал учёбу с деятельностью пропагандиста на московском станкостроительном заводе «Красный пролетарий». По окончании института в 1932 году молодой инженер-электрометаллург был распределён в исследовательскую группу завода «Электросталь» Всесоюзного объединения «Спецсталь». Здесь его заметил руководитель объединения И. Ф. Тевосян, который и определил дальнейшее направление деятельности Нахабина — производство ферросплавов. Василий Павлович был переведён в группу по подготовке Всесоюзной конференции по феррославам, а затем в том же 1932 году был командирован на стажировку во Францию на ферросплавный завод Монтриме в городе Сен-Жан-де-Морьен.
После возвращения в СССР В. П. Нахабин был сразу направлен на строительство Челябинского электрометаллургического комбината. Работая в должности начальника строительства, Василий Павлович достраивает первую очередь комбината, проектирует его вторую очередь и налаживает производство. В 1934 году на заводе «Запорожсталь» был пущен в эксплуатацию цех феррохрома. Заводу требовались специалисты по производству ферросплавов, и в конце 1934 года В. П. Нахабин был направлен в Запорожье. В должности начальника цеха по производству низкоуглеродистого феррохрома Василий Павлович проработал на Запорожстали пять лет и стал одним из ведущих ферросплавщиков страны. Поэтому, когда в конце 1930-х годов встал вопрос о том, кто возглавит строительство Актюбинского ферросплавного завода, выбор пал на Нахабина. В декабре 1939 года Василий Павлович переехал в Актюбинск, и уже в 1942 году завод дал первую продукцию, так необходимую отечественной оборонной промышленности. В 1943 году В. П. Нахабин с должности начальника строительства перешёл на должность директора Актюбинского завода ферросплавов и руководил предприятием до 1951 года. Затем вновь оказался на Челябинском электрометаллургическом комбинате, где с 1951 по 1953 год работал начальником плавильного цеха.
В 1951 году Совет министров СССР принял решение о строительстве на Северном Урале завода по производству ферросплавов. Местом для строительства был выбран город Серов, а директором будущего завода назначен В. П. Нахабин. В январе 1953 года Василий Павлович прибыл на место строительства, где под его руководством были осуществлены все необходимые подготовительные работы. Возведение корпусов Серовского завода ферросплавов началось в июне 1953 года, а 22 июня 1958 года печь № 1 дала первый ферросилиций. 9 декабря 1958 года был введён в строй первый плавильный цех из 6 печей. К ноябрю 1962 года был пущен второй плавильный цех на 9 печей. Затем были введены в строй цех обжига известняка и комплекс расширения цеха № 1 с тремя печами закрытого типа с системой газоочистки. Под руководством В. П. Нахабина завод скоро стал флагманом ферросплавной промышленности СССР. В 1966 году директору Серовского завода ферросплавов Василию Павловичу Нахабину было присвоено звание Героя Социалистического Труда.
Василий Павлович Нахабин является автором более двадцати изобретений в области ферросплавного производства. Он принимал непосредственное участие в разработке и внедрении технических мероприятий по модернизации технологического оборудования и совершенствованию технологии выплавки сплавов. Под его руководством 1968 году была проведена реконструкция печей, в результате которой увеличилась их единичная мощность, была осуществлена механизация и автоматизация производственных процессов, внедрён метод безопасной грануляции кремнистых сплавов. На Серовском заводе ферросплавов впервые в мировой практике была произведена выплавка феррохрома в закрытых печах. В результате проведённых мероприятий мощность завода без дополнительного строительства возросла на 35 %, а объём производимого заводом высококачественного феррохрома составил до 40 % от общего производства сплава в стране. Продукция завода поставлялась более чем на 120 предприятий металлургического комплекса СССР и в 13 стран, в том числе Великобританию, ФРГ, Италию, Швецию, экспонировалась на ВДНХ, международных выставках и ярмарках в Вене, Париже, Бари.
Серовский завод ферросплавов являлся экспериментальной площадкой для 15 научно-исследовательских институтов страны, среди которых был и Центральный научно-исследовательский институт чёрной металлургии имени И. П. Бардина. В 1963 году специалисты института и завода начали совместную разработку технологии получения безуглеродистого феррохрома методом смешения расплава. Руководили работами старший научный сотрудник института О. С. Бабкова и директор завода В. П. Нахабин. Новый способ получения ферросплавов был освоен на заводе в 1966—1970 годах, что позволило снизить себестоимость продукции в 3—4 раза при сохранении её высокого качества. В 1971 году за разработку и внедрение в промышленном масштабе прогрессивной технологии В. П. Нахабину наряду с другими специалистами, принимавшими участие в её разработке, была присуждена Государственная премия СССР.
Василий Павлович вёл также активную общественную работу. Он был постоянным членом партийного комитета завода, несколько раз избирался членом городского и областного комитетов КПСС, был депутатом Советов депутатов трудящихся города Серова и Свердловской области. Последние годы Василий Павлович серьёзно болел, но оставался на трудовом посту. Он скоропостижно скончался 1 апреля 1976 года.

## Награды и премии
- Медаль «Серп и Молот» (1966);
- орден Ленина (1966);
- два ордена Трудового Красного Знамени (1943; 1945);
- медали;
- Государственная премия СССР (1971).

## Память
- Именем Героя Социалистического Труда В. П. Нахабина названа улица в городе Серове, в начале улицы установлена памятная стела. На здании заводоуправления Серовского завода ферросплавов размещена мемориальная доска.